# 일성아이에스
일성아이에스는 1954년 윤병강 회장이 설립한 의약용 약제품 제조업체이다. 주요 사업은 의약품 제조 및 판매, 원료의 제조, 가공 및 판매이다. 1954년 4월에 일성약업 합명회사로 설립되었다가 1961년 2월 15일 일성신약으로 상호를 변경하고 주식회사로 전환하여 공식 출범하였다. 또한 1970년 범양제약(주)를 인수하여 의약품 제조업에 착수하였으며, 약품 제조업체 인가를 받았다. 1985년 1월 14일에 거래소시장에 상장되어 매매되고 있다. 1985년에는 기업공개자본금 103억원이었지만, 2008년에 유상증자로 133억원 규모의 자본금을 확보한 상장제약회사로 성장했다.

## 연혁
- 1961년 2월 일성신약 주식회사 설립
- 1970년 7월 범양제약 인수, 의약품 제조업 착수
- 1970년 약품제조업체 인가
- 1987년 4월 안산 G.M.P 공장 준공
- 1991년 11월 중앙연구소 설립
- 2010년 5월 주식회사 씨스코통상 흡수합병

## 본사 및 사업장 현황
- 본사: 서울시 용산구 원효로 84길 9
- 안산 공장: 안산시 단원구 산단로 349
- 인천 출장소: 부천시 원미구 상일로 126(뉴법조타운 502호)
- 수원 출장소: 수원시 권선구 매송고색로 916
- 부산 출장소: 부산시 동구 자성로 133번길 31 (신일B/D 202호)
- 대구 출장소: 대구광역시 동구 화랑로 9 (천우B/D 3층)
- 광주 출장소: 광주시 서구 상무중앙로 80 (전문건설회관 7층)
- 대전 출장소: 대전광역시 서구 청사로 148 매그놀리아 2405호
- 전주 출장소: 전주시 완산구 마전중앙로 4 (JC B/D 502호)
- 원주 출장소: 원주시 판부면 오성마을길 68
- 제주 출장소: 제주시 오라로 59 (2층)